# Pongola (rzeka)
Pongola – rzeka w Republice Południowej Afryki, dopływ rzeki Maputo. Ma swoje źródła w pobliżu miasta Utrecht, w północnej części prowincji KwaZulu-Natal. Rzeka przepływa przez góry Lebombo i w pobliżu granicy Mozambiku uchodzi do rzeki Maputo.